# برهان‌الدین ربانی
برهان‌الدین ربانی بویرحسنی (زاده: ۲۰ سپتامبر ۱۹۴۰ در فیض‌آباد – ترور ۲۰ سپتامبر ۲۰۱۱ در کابل) سیاست‌مدار تاجیک تبار اهل افغانستان، یکی از رهبران مجاهدین، رهبر حزب جمعیت اسلامی افغانستان، نماینده مجلس نمایندگان از ولایت بدخشان در مجلس پانزدهم نمایندگان و ششمین رئیس‌جمهور افغانستان از ۱۹۹۲ تا ۱۹۹۶ و سپس رئیس‌جمهورِ در تبعید (رئیس ائتلاف شمال) از ۱۹۹۶ تا ۲۰۰۱ بود. وی در یک حمله انتحاری در خانه‌اش در محله وزیر اکبرخان کابل کشته شد. ربانی در زمان مرگ رئیس شورای عالی صلح در افغانستان و مذاکره‌کننده ارشد دولت با گروه طالبان بود.

## تولد
ربانی زادهٔ ۱۳۱۹ (۱۹۴۰) در شهر فیض‌آباد مرکز ولایت بدخشان افغانستان است.
وی در افغانستان، به استاد ربانی و پروفسور ربانی نیز مشهور است.

## تحصیلات
او در سال ۱۳۴۲ از دانشکده شرعیات (الهیات) دانشگاه کابل فارغ‌تحصیل شد و در سال ۱۳۴۷ به خاطر ادامه تحصیلات عالی به مصر رفت و در دانشگاه الازهر به تحصیل پرداخت. او در مصر از اندیشه‌های اخوان‌المسلمین تأثیرپذیر شد.

## جمعیت اسلامی افغانستان
در سال ۱۳۳۶ در دانشکده شرعیات دانشگاه کابل همراه دیگر استادان آن دانشگاه نظیر استاد غلام محمد نیازی، سید محمد موسی توانا، وفی‌الله سمیعی (آخرین وزیر عدلیهٔ حکومت ظاهرشاه)، استاد محمد فاضل، عبدالعزیز فروغ، سید احمد ترجمان و هدایت نهضت جوانان مسلمان را تأسیس کردند که با استعفای غلام محمد نیازی از رهبری آن در سال ۱۳۵۱، ربانی رهبری آن را با نام جمعیت اسلامی افغانستان به دوش گرفت.
با کودتای محمد داوودخان در سال ۱۳۵۲، اعضا و هواداران نهضت اسلامی افغانستان (اخوانی‌ها) تحت فشار رژیم وقت، که تحت تأثیر شاخهٔ پرچم حزب دموکراتیک خلق افغانستان بود، قرار گرفتند. افسران و نظامیانی که محمد داوودخان را در کودتا یاری رسانیده بودند به احزاب کمونیستی افغانستان تعلق داشتند و در آن سال‌ها و در دههٔ دموکراسی، مبارزان رقیب هم محسوب می‌شدند؛ آن‌ها در مکاتب، دانشگاه‌ها و مراکز علمی و ادوار دولتی باهم درگیری‌هایی داشتند. با قدرت گرفتن آن‌ها، مخصوصاً وزیر داخلهٔ وقت که عضو حزب خلق بود، دستگیری وسیع و گستردهٔ اعضای اسلام‌گرای رقیب آن‌ها در شهرهای مختلف افغانستان آغاز شد.
در سال ۱۳۵۳ ربانی و عده‌ای دیگر از فعالان اسلام‌گرا که تحت تعقیب حکومت داوودخان بودند، از افغانستان خارج شده و به پاکستان فرار کردند. در آن‌جا احزاب اسلام‌گرا و حکومت ذوالفقار علی بوتو که روابط سردی با دولت افغانستان به خاطر مسئلهٔ پشتونستان داشت، از آن‌ها پذیرایی کرده و دست به مسلح کردن مهاجران نهضت اسلامی زد تا آن‌ها را برای براندازی حکومت داوود خان آماده کند. اما عده‌ای از رهبران نهضت اسلامی از جمله ربانی مخالف جنگ مسلحانه علیه حکومت داوودخان بوده‌اند؛ آن‌ها به خاطر نزدیکی روابط بعضی از حلقه‌های نهضت اسلامی به دولت وقت پاکستان، عناصر میانه‌روتر مهاجران که زیر فشار قرار گرفته بودند، پاکستان را ترک کردند؛ ربانی در آن میان به عربستان سعودی سفر کرد.

## مشی حزبی
حزب او یکی از قویترین احزاب سیاسی در کنار دیگر احزاب مخالف دولت افغانستان بود. این حزب مشی معتدلی داشته و به باور کارشناسان مسائل سیاسی افغانستان، از آغاز تأسیس تحت تأثیر جنبش اخوان المسلمین بوده است.
ربانی تا پایان حکومت‌های تحت حمایت شوروی سابق همواره با آن‌ها درگیر و خواهان خروج نیروهای شوروی سابق از افغانستان و سپردن حکومت به مجاهدین افغانستان بود.

## ریاست‌جمهوری
ربانی پس از پیروزی مجاهدین و شکست دولت نجیب الله احمدزی در ۱ تیر/سرطان ۱۳۷۱ (۲۸ ژوئن ۱۹۹۲)، طبق توافق‌نامه گروه‌های مجاهد افغانستان در کنفرانس اسلام‌آباد، به عنوان دومین رئیس‌جمهور موقت افغانستان بعد از دوره دوماهه صبغت‌الله مجددی برگزیده شده بود تا در دورهٔ چهارماههٔ ریاست خود زمینهٔ انتخابات را فراهم کند. اما بر اثر جنگ‌های شدید، و نقض توافقات از طرف جناح‌های مختلف، زمینهٔ انتخابات فراهم نشد و ربانی برای تعیین رئیس‌جمهور بعد از خود شورای اهل حل و عقد را در شهر هرات افغانستان و با حضور شخصیت‌های مختلف از اقوام و نواحی مختلف افغانستان برگزار کرد.
شورای حل و عقد نیز در ۹ دی/جدی ۱۳۷۱ (۳۰ دسامبر سال ۱۹۹۲) برهان‌الدین ربانی را به عنوان نخستین رئیس‌جمهور رسمی حکومت مجاهدین در افغانستان و نهمین رئیس‌جمهوری کشور از زمان تغییر حکومت توسط ژنرال داوود برگزید.

### عقب‌نشینی از کابل

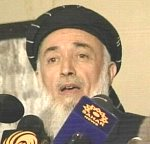
برهان‌الدین ربانی - صدای آمریکا - ۳۰ نوامبر ۲۰۰۱

حکومت مجاهدین در ۵ مهر/میزان ۱۳۷۵ (۲۶ سپتامبر ۱۹۹۶) کابل را که زیر حملات شدید قرار داشت ترک کرد و این شهر به دست طالبان افتاد. اما ربانی که مقر حکومت را به شهر مزار شریف انتقال داده بود هنوز به عنوان رئیس‌جمهور رسمی افغانستان شناخته می‌شد؛ هرچند به مرور زمان قلمرواش کوچک‌تر می‌شد تا این‌که در اواخر حکومت طالبان، فقط بر سی درصد خاک کشور تسلط داشت و بقیهٔ نقاط به دست طالبان افتاده بود.

### پایان ریاست‌جمهوری
با حمله آمریکا به افغانستان و شکست طالبان، حامد کرزی در اجلاس بن رئیس‌جمهور دولت موقت افغانستان شد.
برهان‌الدین ربانی در ۱ دی/جدی ۱۳۸۰ (۲۲ دسامبر سال ۲۰۰۱) طی مراسمی رسمی حکومت را به ادارهٔ موقت افغانستان تحویل داد.

## ربانی در پارلمان

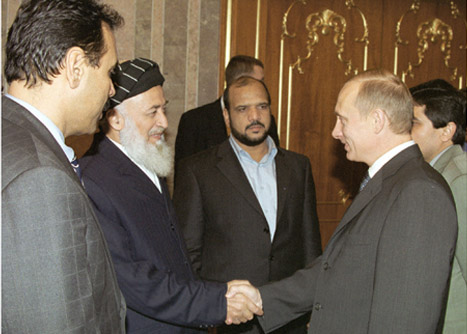

او در انتخابات پارلمانی افغانستان در سال ۱۳۸۴ شرکت کرد و به عنوان نمایندهٔ مردم ولایت بدخشان، عضویت پارلمان افغانستان را به دست آورد.

## حمایت از کرزی
ربانی در انتخابات ریاست‌جمهوری افغانستان در سال ۱۳۸۸ از حامد کرزی حمایت کرد.

## جبههٔ ملی افغانستان
ربانی در سال ۱۳۸۶ با جمعی از سران جهادی و احزاب کمونیستی سابق جبهه‌ای به نام جبهه ملی را به منظور اصلاحات سیاسی در کشور تشکیل داد. تقویت نقش جامعه مدنی، دفاع از حقوق بشر و تغییر نظام سیاسی افغانستان از ریاستی به پارلمانی، برخی از خواسته‌های مطرح این حزب بود. پس از کشته‌شدن برهان‌الدین ربانی برخی چهره‌های مطرح سیاسی همانند احمد ضیاء مسعود، محمد محقق و عبدالرشید دوستم در ۲۰ عقرب/آبان ۱۳۹۰ اقدام به بازسازی این جبهه نموده و جبهه نو ملی افغانستان که به جبهه ملی دوم نیز شناخته می‌شود را تشکیل دادند. رهبری جبهه ملی دوم در اختیار احمد ضیاء مسعود که داماد برهان‌الدین ربانی و برادر احمدشاه مسعود است قرار گرفت.

## ریاست شورای عالی صلح
وی از سال ۱۳۸۹ خورشیدی تا پایان زندگی‌اش، ریاست شورای عالی صلح افغانستان که با حکم حامد کرزی تشکیل شده بود را بر عهده داشت.
پس از مرگ استاد ربانی مسئولیت شورای عالی صلح به بزرگ‌ترین فرزندش صلاح الدین ربانی سپرده شد.
این شورا وظیفهٔ مذاکره با گروه طالبان با هدف دستیابی به صلح پایدار و یافتن راهی مسالمت‌آمیز برای پایان دادن به درگیری‌ها در افغانستان را بر عهده دارد.

## ترور
برهان‌الدین ربانی در ۲۹ سنبله/شهریور ۱۳۹۰ در اثر یک انفجار انتحاری در منزل خود کشته شد.
در زمان انفجار بمب، تعدادی از اعضای شورای عالی صلح افغانستان در منزل وی با دو نفر از اعضای طالبان در حال گفتگو بودند که یکی از نمایندگان طالبان، مواد منفجره‌ای که در دستارش (عمامه‌ای که بر روی سر می‌بندند) پنهان کرده بود را منفجر می‌کند.
این نمایندهٔ طالبان، به واسطهٔ معصوم استانکزی رئیس دبیرخانهٔ شورای عالی صلح و رحمت‌الله واحدیار یک عضو این شورا، برای صحبت در مورد تلاش‌های صلح و مذاکره با گروه طالبان به خانه آقای ربانی راه یافته بود.
برهان‌الدین ربانی از مخالفان طالبان بود و مدتی پیش از مرگش در سخنانی از طالبان به دلیل استفاده از «کودکان» در حملات انتحاری و درگیری‌ها به شدت انتقاد کرده بود.
ربانی، یک هفته قبل از ترور شدنش، برای شرکت در اجلاسی تحت عنوان «بیداری اسلامی» به تهران سفر کرد. وی در سالروز تولد خود (۲۹ شهریور/سنبله) و در آستانه ۷۱ سالگی بر اثر انفجاری در خانه‌اش در کابل کشته شد.